# Perekale (rejon pohojski)
Perekale (ukr. Перекалля, Perekalla) – wieś na Ukrainie, w rejonie zarzeczniańskim obwodu rówieńskiego, około 25 km na południowy zachód od Zarzecznego, nad kilkoma potokami będącymi dopływami pobliskiego Styru, siedziba rady wiejskiej.

## Historia
Pierwsze wzmianki o wsi pochodzą z 1647 roku. Według Słownika geograficznego Królestwa Polskiego (tom 7., wydany w 1886 roku) własność dawniej Terleckich, obecnie Ordy herbu Ostoja. Pierwszym Ordą, który był właścicielem tych dóbr był Stanisław (1805–ok.1880). Po jego śmierci majątek odziedziczył Piotr Orda (1836–1918), a pozostali synowie zostali spłaceni w gotówce. Po Piotrze dobra przejął jego syn Włodzimierz (1868–1953), który był ostatnim właścicielem tego majątku.
Przed rozbiorami Perekale leżały w powiecie pińskim województwa brzeskolitewskiego Rzeczypospolitej. Po III rozbiorze Polski znalazły się na terenie powiatu pińskiego, należącego do guberni mińskiej Imperium Rosyjskiego. Po ustabilizowaniu się granicy polsko-radzieckiej w 1921 roku Perekale wróciły do Polski, należały do gminy Kuchecka Wola powiatu pińskiego województwa poleskiego, od 1945 roku – w ZSRR, od 1991 roku – na terenie Ukrainy.
W 1907 roku odnotowano we wi zamieszki ludności przeciw właścicielom. W latach 1910–1914 pracowała tu (jako nauczycielka dzieci Włodzimierza Ordy) Maria Izabela Wiłucka-Kowalska, późniejsza biskupka mariawicka, przełożona Kościoła Katolickiego Mariawitów w RP,  św. Maria Izabela.
W okresie międzywojennym Perekale należały do parafii prawosławnej św. Mikołaja Cudotwórcy w Borowie.

## Dwór Ordów
Według przekazu rodzinnego dwór w Perekalach został zbudowany w połowie XVIII wieku. Był to prostokątny budynek zbudowany z grubych bali sosnowych, otynkowany dopiero przez Piotra Ordę. W środkowej części, od strony podjazdu był ganek, którego trójkątny fronton, ozdobiony tarczą herbową, był podparty dwiema parami kolumn. Od ogrodu do domu przylegał obszerny taras przykryty jednospadowym dachem podpartym dziesięcioma dębowymi słupami. Strych był doświetlony półokrągłymi lukarnami umieszczonymi w stromym, łamanym, dwuspadowym dachu z łupanego gontu. Wnętrze domu liczyło kilkanaście pokoi w nieregularnym układzie dwutraktowym.
Równolegle do dworu, w odległości około 100 m stała znacznie starsza od niego oficyna, z dziesięcioma izbami i pokojami mieszkalnymi oraz kuchnią i spiżarnią. Dwór był otoczony niedużym ogrodem. Przez ogród wiodła do niego aleja wysadzana kasztanami i amerykańskimi orzechami, kończyła się na gazonie przed gankiem. Po obu stronach alei stały budynki gospodarcze, równoległe do dworu, jeden był magazynem, drugi – w ogrodzie – był stajnią koni wyjazdowych. Za dworem znajdował się olbrzymi klomb kwiatowy, dalej szeroka aleja prowadziła do czterohektarowego parku, założonego pod koniec XIX wieku. W parku był wykopany sztuczny kanał, z mostkiem, sadzawką, wysepką i altaną.
Dwór z całym urządzeniem został spalony w 1918 roku.
Majątek w Perekalach jest opisany w 2. tomie Dziejów rezydencji na dawnych kresach Rzeczypospolitej Romana Aftanazego.

## Dziś
Obecnie w Perekalach działa szkoła, klub wiejski i biblioteka. W 2001 roku we wsi mieszkało 905 osób.